# Carlos Molina (cyclisme)
Pour le boxeur mexicain, voir Carlos Molina. Pour les homonymes, voir Molina.
Molina  Méndez est un nom espagnol. Le premier nom de famille, en général paternel, est Molina ; le second, en général maternel, souvent omis, est Méndez.
Carlos Eduardo Molina Méndez (né le 21 novembre 1994 à Pregonero) est un coureur cycliste vénézuélien.

## Biographie
En 2011, Carlos Molina est sacré champion du Venezuela sur route juniors.
En 2016, il se classe deuxième d'une étape et quatorzième du Tour du Táchira, où il montre de bonnes qualités de grimpeur. Au mois de mai, il prend la quatrième place de la course en ligne espoirs des championnats panaméricains.
Il est engagé en 2017 par le club espagnol de l'EC Cartucho.es-Magro, en compagnie de ses compatriotes Orluis Aular et Leangel Linarez. Après avoir commencé sa saison au Tour du Táchira, il dispute sa première compétition en Espagne au mois de février, lors d'une course régionale à Herrera del Duque. Il prend la quatrième place.

## Palmarès
- 2010
  - 2e du championnat du Venezuela du contre-la-montre cadets
- 2011
  -  Champion du Venezuela sur route juniors
  - 3e du championnat du Venezuela du contre-la-montre juniors
- 2012
  - 3e du championnat du Venezuela du contre-la-montre juniors
- 2015
  - 2e du championnat du Venezuela du contre-la-montre espoirs
  - 3e du championnat du Venezuela sur route espoirs
- 2017
  - 4e du championnat panaméricain sur route espoirs

## Classements mondiaux
| Année            | 2015 | 2016 |
| ---------------- | ---- | ---- |
| UCI America Tour | 475e | 149e |